# Prinés
Prinés, en grec moderne : Πρινές, est un village du dème de Réthymnon, en Crète, en Grèce. Selon le recensement de 2011, la population de Prinés compte 851 habitants. Le village est situé à 5 km de Réthymnon.